# فيلا دولوريس (مدينة)
فيلا دولوريس (بالإسبانية: Villa Dolores)‏ هي منطقة سكنية تقع في الأرجنتين في San Javier. يقدر عدد سكانها بـ 43,682 نسمة وترتفع عن سطح البحر 584 متر.

## المناخ
يظهر الجدول التالي التغييرات المناخية على مدار السنة لفيلا دولوريس:
| البيانات المناخية لـفيلا دولوريس           | البيانات المناخية لـفيلا دولوريس | البيانات المناخية لـفيلا دولوريس | البيانات المناخية لـفيلا دولوريس | البيانات المناخية لـفيلا دولوريس | البيانات المناخية لـفيلا دولوريس | البيانات المناخية لـفيلا دولوريس | البيانات المناخية لـفيلا دولوريس | البيانات المناخية لـفيلا دولوريس | البيانات المناخية لـفيلا دولوريس | البيانات المناخية لـفيلا دولوريس | البيانات المناخية لـفيلا دولوريس | البيانات المناخية لـفيلا دولوريس | البيانات المناخية لـفيلا دولوريس |
| الشهر                                      | يناير                            | فبراير                           | مارس                             | أبريل                            | مايو                             | يونيو                            | يوليو                            | أغسطس                            | سبتمبر                           | أكتوبر                           | نوفمبر                           | ديسمبر                           | المعدل السنوي                    |
| ------------------------------------------ | -------------------------------- | -------------------------------- | -------------------------------- | -------------------------------- | -------------------------------- | -------------------------------- | -------------------------------- | -------------------------------- | -------------------------------- | -------------------------------- | -------------------------------- | -------------------------------- | -------------------------------- |
| الدرجة القصوى °م (°ف)                      | 42.9 (109.2)                     | 41.2 (106.2)                     | 38.2 (100.8)                     | 36.0 (96.8)                      | 31.1 (88.0)                      | 30.1 (86.2)                      | 33.0 (91.4)                      | 37.0 (98.6)                      | 39.5 (103.1)                     | 42.0 (107.6)                     | 41.2 (106.2)                     | 43.1 (109.6)                     | 43.1 (109.6)                     |
| متوسط درجة الحرارة الكبرى °م (°ف)          | 32.3 (90.1)                      | 31.0 (87.8)                      | 28.8 (83.8)                      | 24.9 (76.8)                      | 21.1 (70.0)                      | 18.3 (64.9)                      | 18.2 (64.8)                      | 21.3 (70.3)                      | 24.0 (75.2)                      | 28.1 (82.6)                      | 30.4 (86.7)                      | 31.9 (89.4)                      | 25.9 (78.6)                      |
| المتوسط اليومي °م (°ف)                     | 25.1 (77.2)                      | 23.7 (74.7)                      | 21.8 (71.2)                      | 17.7 (63.9)                      | 13.8 (56.8)                      | 10.7 (51.3)                      | 10.1 (50.2)                      | 12.9 (55.2)                      | 15.8 (60.4)                      | 20.3 (68.5)                      | 22.8 (73.0)                      | 24.6 (76.3)                      | 18.3 (64.9)                      |
| متوسط درجة الحرارة الصغرى °م (°ف)          | 18.1 (64.6)                      | 17.1 (62.8)                      | 16.0 (60.8)                      | 12.2 (54.0)                      | 8.7 (47.7)                       | 5.6 (42.1)                       | 4.5 (40.1)                       | 6.6 (43.9)                       | 8.8 (47.8)                       | 12.8 (55.0)                      | 15.2 (59.4)                      | 17.3 (63.1)                      | 11.9 (53.4)                      |
| أدنى درجة حرارة °م (°ف)                    | 5.5 (41.9)                       | 4.9 (40.8)                       | 2.8 (37.0)                       | −4.5 (23.9)                      | −5.1 (22.8)                      | −6.7 (19.9)                      | −8.9 (16.0)                      | −10.0 (14.0)                     | −3.9 (25.0)                      | −0.2 (31.6)                      | −1.0 (30.2)                      | 5.7 (42.3)                       | −10.0 (14.0)                     |
| الهطول مم (إنش)                            | 121.1 (4.77)                     | 102.2 (4.02)                     | 94.4 (3.72)                      | 42.4 (1.67)                      | 17.6 (0.69)                      | 4.7 (0.19)                       | 13.2 (0.52)                      | 6.1 (0.24)                       | 22.9 (0.90)                      | 35.1 (1.38)                      | 75.1 (2.96)                      | 113.3 (4.46)                     | 648.1 (25.52)                    |
| متوسط أيام هطول الأمطار (≥ 0.1 mm)         | 10.5                             | 9.1                              | 8.6                              | 5.5                              | 3.7                              | 1.8                              | 2.5                              | 1.6                              | 3.7                              | 4.8                              | 8.0                              | 10.5                             | 70.3                             |
| متوسط الرطوبة النسبية (%)                  | 61.1                             | 64.9                             | 70.3                             | 71.4                             | 72.2                             | 70.5                             | 64.3                             | 54.4                             | 50.5                             | 50.7                             | 53.0                             | 57.9                             | 61.8                             |
| ساعات سطوع الشمس الشهرية                   | 288.3                            | 276.9                            | 241.8                            | 228.0                            | 201.5                            | 180.0                            | 201.5                            | 238.7                            | 234.0                            | 260.4                            | 282.0                            | 272.8                            | 2٬905٫9                          |
| نسبة وصول أشعة الشمس                       | 67                               | 73                               | 63                               | 67                               | 62                               | 59                               | 62                               | 70                               | 65                               | 66                               | 68                               | 62                               | 65                               |
| المصدر #1: Servicio Meteorológico Nacional |                                  |                                  |                                  |                                  |                                  |                                  |                                  |                                  |                                  |                                  |                                  |                                  |                                  |
| المصدر #2: UNLP (sun only)                 |                                  |                                  |                                  |                                  |                                  |                                  |                                  |                                  |                                  |                                  |                                  |                                  |                                  |

## أعلام
- رامون خوسيه كاستيلانو
- بابلو أورتيغا
- مرسيدس موران
- ألبيرتو ميليان